# Schesaplana
 El Schesaplana es la montaña más alta en el Macizo de Rätikon en la frontera entre Vorarlberg, Austria y los Grisones, Suiza. Tiene una elevación de 2.964,3 m. 
En el lado norte del Schesaplana hay un glaciar llamado Brandner Gletscher. Al este se encuentra el Lünersee. 

Es posible llegar a la cima por varias rutas durante una caminata, por lo que se etiliza para una excursión de varios días entre los refugios de montaña que hay en la zona. Una ruta más horizontal es seguir la totalidad de la cadena Rätikon a lo largo de su cara sur, llamada " Prättigauer Höhenweg". 

Vista panorámica sobre el massiv de la Schesaplana.